# ألفريدو فالينتي
ألفريدو فالينتي هو لاعب كرة قدم كندي في مركز الوسط، ولد في 6 نوفمبر 1980 في برنابي في كندا. لعب مع فانكوفر وايتكابس.